# FluidSynth
FluidSynth(과거 명칭: iiwusynth)는 사운드폰트 호환 사운드 카드 없이 사운드폰트 기술을 이용하여 미디 악보 데이터를 오디오 신호로 변환하는 자유 오픈 소스 소프트웨어 신시사이저이다. FluidSynth는 가상 미디 장치의 역할을 할 수 있으므로 임의의 프로그램으로부터 미디 데이터를 수신하여 오디오로 바로 변환할 수 있다. 표준 SMF (.mid) 파일을 바로 읽을 수도 있다. 출력 쪽에서 재생시 오디오 데이터를 오디오 장치로 바로 보낼 수 있으며 Raw나 웨이브 형식의 파일로 보낼 수도 있다. 실시간 이상의 속도로 SMF 파일을 오디오 파일로 바로 변환할 수도 있다. 이러한 기능들을 통해 FluidSynth는 다음과 같은 경우에 사용할 수 있다:
- 다른 응용 프로그램으로부터의 MIDI 데이터를 스피커로 직접 합성.
- 다른 응용 프로그램으로부터의 MIDI 데이터를 합성하여 출력을 오디오 파일로 녹음.
- MIDI 파일을 스피커로 재생.
- MIDI 파일을 디지털 오디오 파일로 변환.

## 같이 보기
- TiMidity++